# Fenerbahçe Spor Kulübü 2022-2023 (pallacanestro maschile)
Questa voce raccoglie le informazioni riguardanti il Fenerbahçe Spor Kulübü nelle competizioni ufficiali della stagione 2022-2023.

## Stagione
La stagione 2022-2023 del Fenerbahçe è la 57ª nel massimo campionato turco di pallacanestro, la Basketbol Süper Ligi.

## Roster
Aggiornato al 18 dicembre 2022.
| Fenerbahçe Beko 2022-23 | Fenerbahçe Beko 2022-23 |
| Giocatori               | Staff tecnico           |
| ----------------------- | ----------------------- |

| N. | Naz.                                                 | Ruolo | Nome                 | Anno | Alt.   | Peso   |  |
| -- | ---------------------------------------------------- | ----- | -------------------- | ---- | ------ | ------ |  |
| 0  | Stati Uniti (bandiera)                               | AG    | Johnathan Motley     | 1995 | 204 cm | 104 kg |  |
| 1  | Turchia (bandiera)                                   | AG    | Metecan Birsen       | 1995 | 207 cm | 101 kg |  |
| 2  | Turchia (bandiera)                                   | G     | Şehmus Hazer         | 1999 | 191 cm | 88 kg  |  |
| 3  | Stati Uniti (bandiera) · Turchia (bandiera)          | P     | Scottie Wilbekin     | 1993 | 188 cm | 80 kg  |  |
| 4  | Stati Uniti (bandiera)                               | G     | Carsen Edwards       | 1998 | 183 cm | 91 kg  |  |
| 5  | Germania (bandiera) · Turchia (bandiera)             | P     | İsmet Akpınar        | 1995 | 192 cm | 77 kg  |  |
| 8  | Serbia (bandiera)                                    | AG    | Nemanja Bjelica      | 1988 | 208 cm | 106 kg |  |
| 9  | Turchia (bandiera)                                   | AC    | Samet Geyik          | 1993 | 206 cm | 98 kg  |  |
| 10 | Turchia (bandiera)                                   | G     | Melih Mahmutoğlu (C) | 1990 | 191 cm | 85 kg  |  |
| 11 | Stati Uniti (bandiera)                               | AG    | Nigel Hayes          | 1994 | 203 cm | 103 kg |  |
| 13 | Bosnia ed Erzegovina (bandiera) · Turchia (bandiera) | AP    | Tarik Biberović      | 2001 | 201 cm | 100 kg |  |
| 21 | Canada (bandiera)                                    | AP    | Dyshawn Pierre       | 1993 | 198 cm | 104 kg |  |
| 22 | Nigeria (bandiera)                                   | C     | Tonye Jekiri         | 1994 | 213 cm | 103 kg |  |
| 23 | Serbia (bandiera)                                    | G     | Marko Gudurić        | 1995 | 198 cm | 91 kg  |  |
| 27 | Stati Uniti (bandiera) · Grecia (bandiera)           | G     | Tyler Dorsey         | 1996 | 196 cm | 83 kg  |  |
| 31 | Stati Uniti (bandiera)                               | C     | Devin Booker         | 1991 | 206 cm | 113 kg |  |
| 33 | Stati Uniti (bandiera) · Grecia (bandiera)           | P     | Nick Calathes        | 1989 | 198 cm | 97 kg  |  |
| 37 | Grecia (bandiera)                                    | AC    | Kōstas Antetokounmpo | 1997 | 208 cm | 91 kg  |  |

| Allenatore |
| - Dīmītrīs Itoudīs |
| Assistente/i |
| - Erdem Bilmen - Stefanos Dedas - Radovan Trifunovič - Alp Timuçin Yener Legenda - (C) Capitano - (IN) Inattivo - Infortunato Roster |

## Mercato

### Sessione estiva
| Acquisti | Acquisti         | Acquisti         | Acquisti      | Acquisti |
| R.a      | Nome             | da               | Modalità      |          |
| -------- | ---------------- | ---------------- | ------------- | -------- |
| P        | Nick Calathes    | Barcellona       | svincolato    |          |
| P        | Scottie Wilbekin | Maccabi Tel Aviv | svincolato    |          |
| G        | Carsen Edwards   | Detroit Pistons  | svincolato    |          |
| AG       | Nemanja Bjelica  | G.S. Warriors    | svincolato    |          |
| AG       | Nigel Hayes      | Barcellona       | svincolato    |          |
| AG       | Johnathan Motley | Lokomotiv Kuban' | svincolato    |          |
| AC       | Samet Geyik      | Türk Telekom     | svincolato    |          |
| C        | Tonye Jekiri     | UNICS Kazan'     | svincolato    |          |
| C        | Yiğit Onan       | Dynamic Belgrado | fine prestito |          |

| Cessioni | Cessioni         | Cessioni          | Cessioni         | Cessioni |
| R.       | Nome             | a                 | Modalità         |          |
| -------- | ---------------- | ----------------- | ---------------- | -------- |
| P        | Nando de Colo    | ASVEL             | fine contratto   |          |
| P        | Markel Starks    | Darüşşafaka       | fine contratto   |          |
| PG       | Pierriá Henry    | Houston Rockets   | fine contratto   |          |
| G        | Ekrem Sancaklı   | Fenerbahçe Koleji | prestito         |          |
| AG       | İsmail Karabilen | Fenerbahçe Koleji | rinnovo prestito |          |
| AG       | Achille Polonara | Anadolu Efes      | rescissione      |          |
| AC       | Danilo Barthel   | Free agent        | fine contratto   |          |
| AC       | Jehyve Floyd     | Galatasaray       | fine contratto   |          |
| C        | Ahmet Düverioğlu | Bursaspor         | fine contratto   |          |
| C        | Yiğit Onan       | Beşiktaş          | fine contratto   |          |
| C        | Jan Veselý       | Barcellona        | fine contratto   |          |

### Dopo l'inizio della stagione
| Acquisti | Acquisti             | Acquisti      | Acquisti         | Acquisti   |
| R.       | Nome                 | da            | Data             | Modalità   |
| -------- | -------------------- | ------------- | ---------------- | ---------- |
| AC       | Kōstas Antetokounmpo | Chicago Bulls | 19 dicembre 2022 | svincolato |
| G        | Tyler Dorsey         | Texas Legends | 1 marzo 2023     | svincolato |

| Cessioni | Cessioni | Cessioni | Cessioni | Cessioni |
| R.       | Nome     | a        | Data     | Modalità |
| -------- | -------- | -------- | -------- | -------- |